# Mingo
Mingo är ett irokesiskt folk vars etnogenes ägde rum i Ohiolandet på 1700-talet.

## Ursprung
Det var framförallt Seneca och Cayuga som förenades till den nya etniciteten. Mingos har därför också kallats "Ohio-Irokeser" och "Ohio-Seneca".

## Indiannation
Mingos tvingades av de amerikanska myndigheterna att flytta till Kansas 1831 och till Indianterritoriet 1869. 1937 blev de i Oklahoma federalt erkända som en indiannation, under namnet Seneca-Cayuga Tribe of Oklahoma.